# Línea 22 (Córdoba)
La Línea 22 es una línea de transporte urbano de pasajeros de la ciudad de Córdoba, Argentina. El servicio está actualmente operado por la empresa TAMSE.
Anteriormente el servicio de la línea 22 era denominada como A2 desde 2002 por la empresa Ciudad de Córdoba, hasta que el 1 de marzo de 2014, por la implementación del nuevo sistema de transporte público, la A2 se fusiona como 22, operado por la misma empresa, hasta el 31 de julio de 2014, ciudad de Córdoba deja de operar los corredores 2 y 7 y pasan a manos de ERSA Urbano donde está operó hasta el 1º de marzo de 2024, pasando a ser operado actualmente por TAMSE el 9 de agosto de 2024.

## Recorrido
De barrio Marqués de Sobremonte a barrio Kennedy. 
 Servicio diurno.
Ida: De Fray Miguel de Mujica y Gaspar de Quevedo – Gaspar de Quevedo – Av. Tomás de Irobi – Gaspar de Medina – Bv. Lorenzo Suarez de Figueroa – Av. Monseñor Pablo Cabrera – Las Vertientes – Talavera de Madrid – Bv. Los Granaderos – Fernando Pinzón – Córdoba – Colombres – Suquía – Gral. Tomas Guido – Federico Brandsen – Av. Castro Barros – Av. Santa Fe – Av. Colón – Av. Gral. Paz – Av. Vélez Sarsfield – Av. Hipólito Irigoyen – Plaza España – Av. Concepción Arenal – Bv. Enrique Barros – Los Nogales – Bv. De la Reforma – Haya de la Torre – Ing. Medina Allende – Maestro Marcelo Lopez – Av. Cruz Roja Argentina – Av. Ciudad de Valparaíso – Cnel. José Javier Díaz – Carlos A. Becu – Adrián Beccar Varela – Echenique Altamira – Ernesto Bosch – Carlos O. Bunge – Federico Boungarthen hasta Benjamín Dávalos.
Regreso: (Inicio de vuelta redonda) – Benjamín Dávalos y Federico Bourgarthen – por esta – Ángel Peñaloza – Federico Bourgarthen – Av. Ciudad de Valparaíso – Tiziano Vecellio – Ángel Peñaloza – Tiziano Vecellio – Benjamín Dávalos – Jose Benati – José Dulce hasta Boungarthen – (Fin de Vuelta Redonda) – por esta – Carlos O. Bunge – Luis María Drago – Carlos O. Bunge –Cnel. José Javier Díaz – Cjal. Felipe Belardinelli – Av. Cruz Roja Argentina – Maestro Marcelo López – Ing. Medina Allende – Haya de la Torre – Bv. De la Reforma – Los Nogales – Av. Concepción Arenal – Túnel Plaza España – Bv. Chacabuco – Bv. Arturo Illia – Bv. San Juan– Mariano Moreno – Rodriguez Peña – Av. Colón – Av. Santa Fe – Palestina – Paso de Uspallata – Amado Nervo – Soldado Ruiz – Agustín Patiño – Cerrito – Bv. Los Granaderos – Av. Monseñor Pablo Cabrera – Bv. Lorenzo Suarez de Figueroa – Gaspar de Medina – Av. Tomás de Irobi – Fray Miguel de Mujica – hasta Gaspar de Quevedo.